# Pothoff
Pothoff ist ein Ortsteil der Gemeinde Lindlar im Oberbergischen Kreis, Nordrhein-Westfalen.

## Lage und Beschreibung
Pothoff liegt im östlichen Teil der Gemeinde Lindlar bei Scheel. Der Wohnplatz ist als eigenständiger Ort heute nicht mehr erkennbar und mit Scheel völlig verwachsen. Ein Nachbarort ist Frielingsdorf.

## Geschichte
1487 wurde der Ort erstmals in einer Darlehensliste für Herzog Wilhelm III. von Berg urkundlich erwähnt. Die Schreibweise der Erstnennung war Potthof/Pothoffe.
Aus der Charte des Herzogthums Berg des Carl Friedrich von Wiebeking aus dem Jahr 1789 geht hervor, dass der Ortsbereich zu dieser Zeit Teil der Honschaft Scheel im Kirchspiel Lindlar war.